# Papar (Maleisië)
Papar is een plaats en gemeente (majlis daerah; district council) in de Maleisische deelstaat Sabah.
De gemeente telt 124.000 inwoners en is de hoofdplaats van het gelijknamige district.

## Galerij

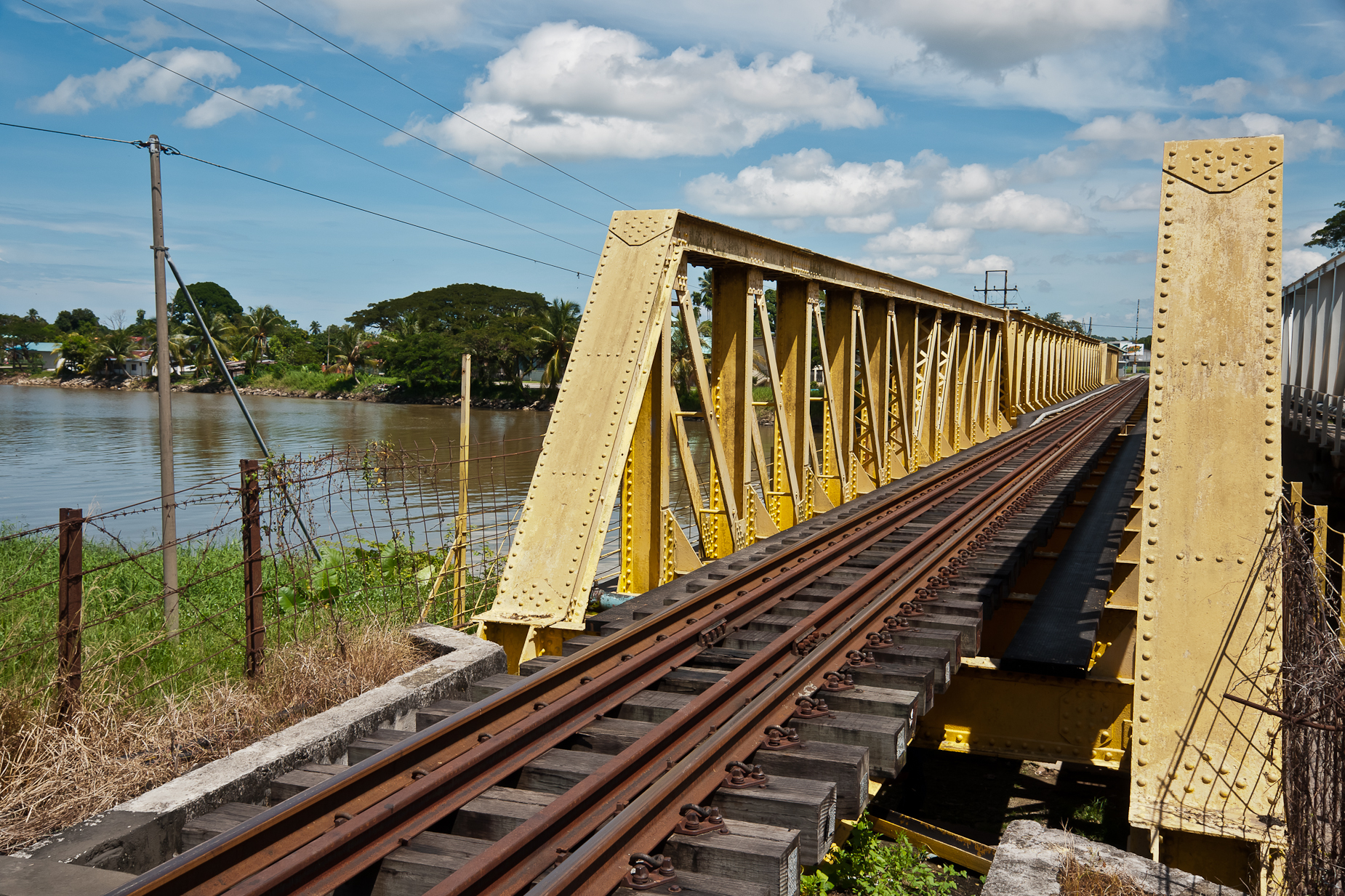
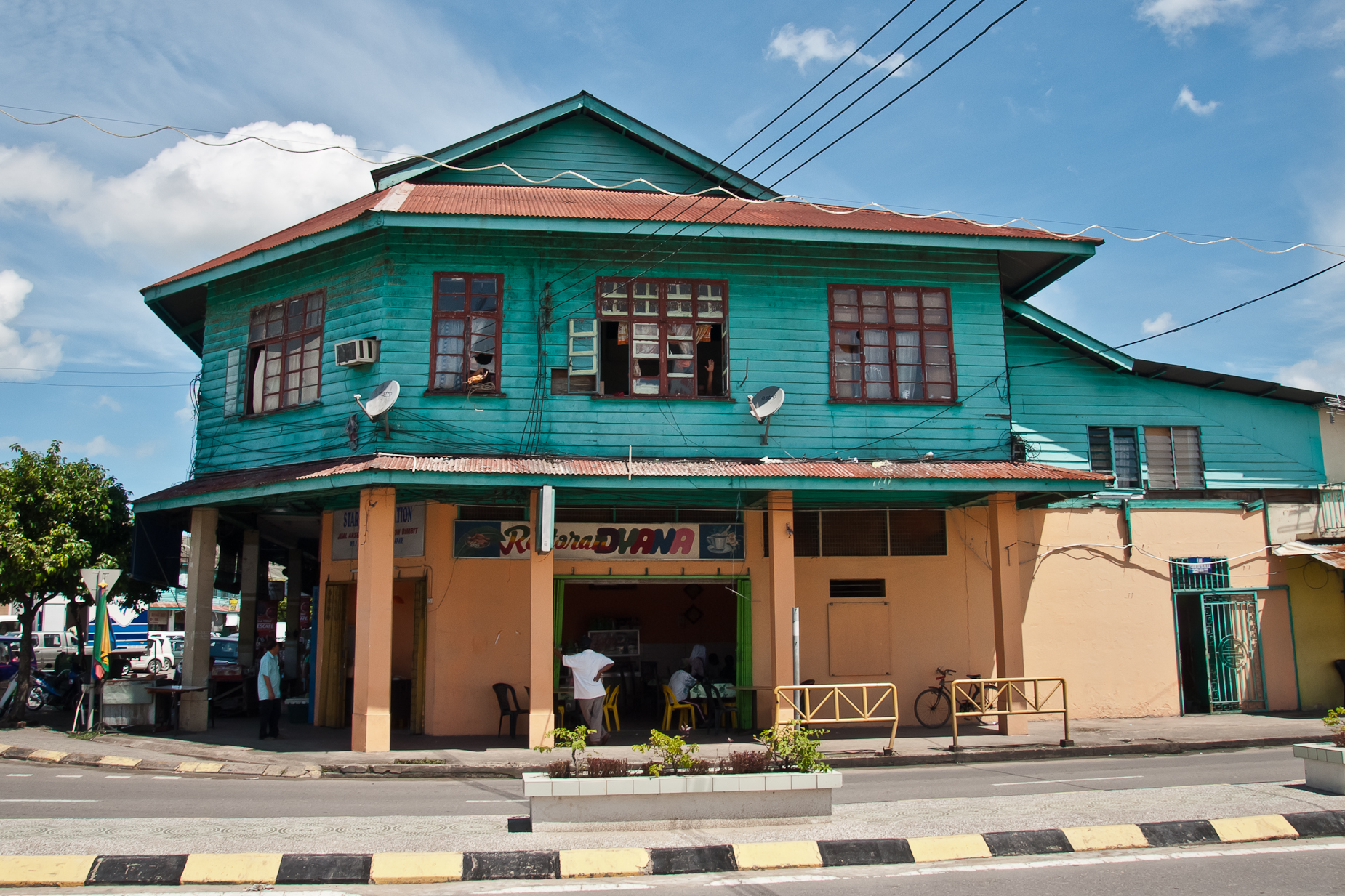
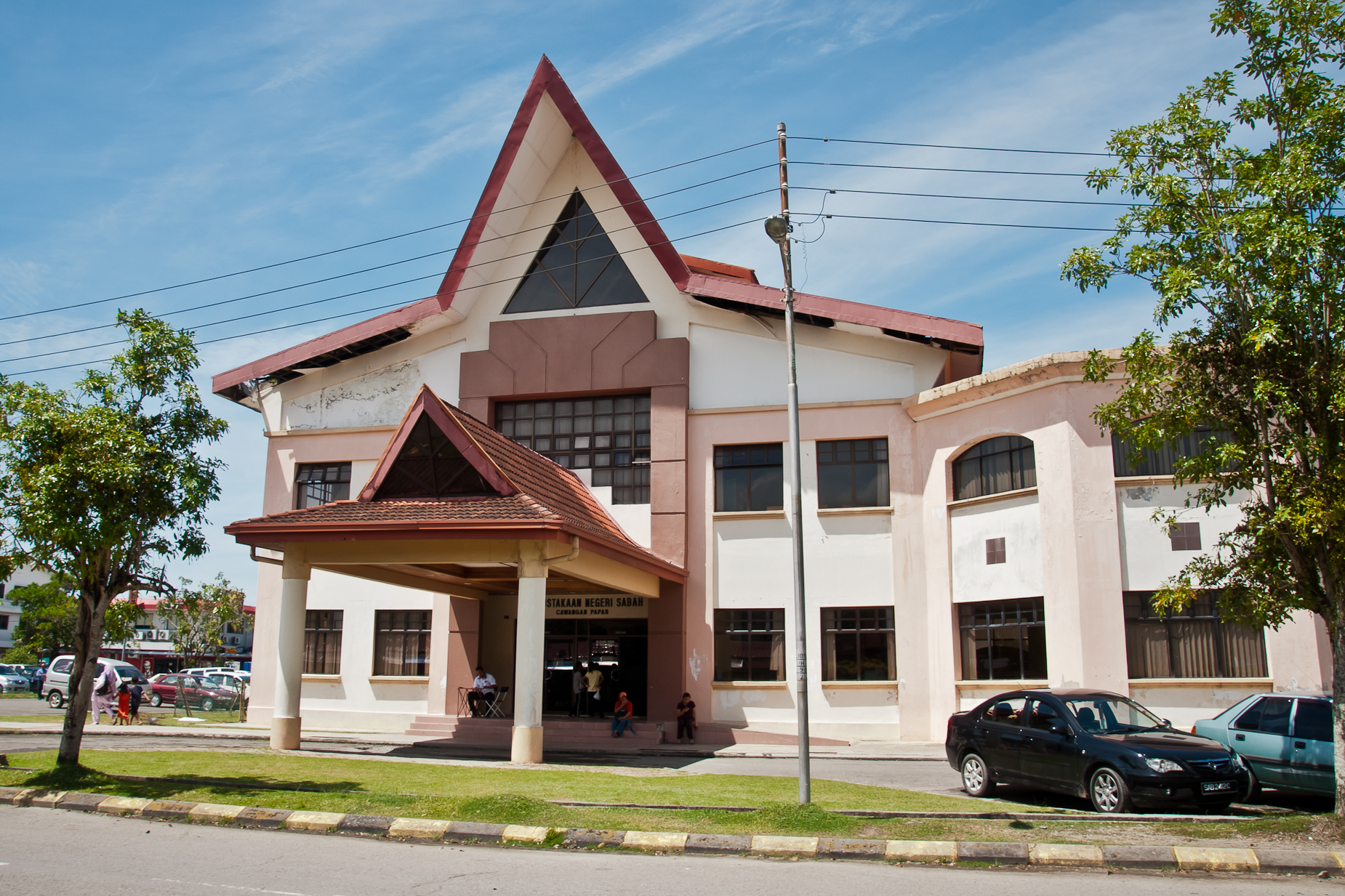
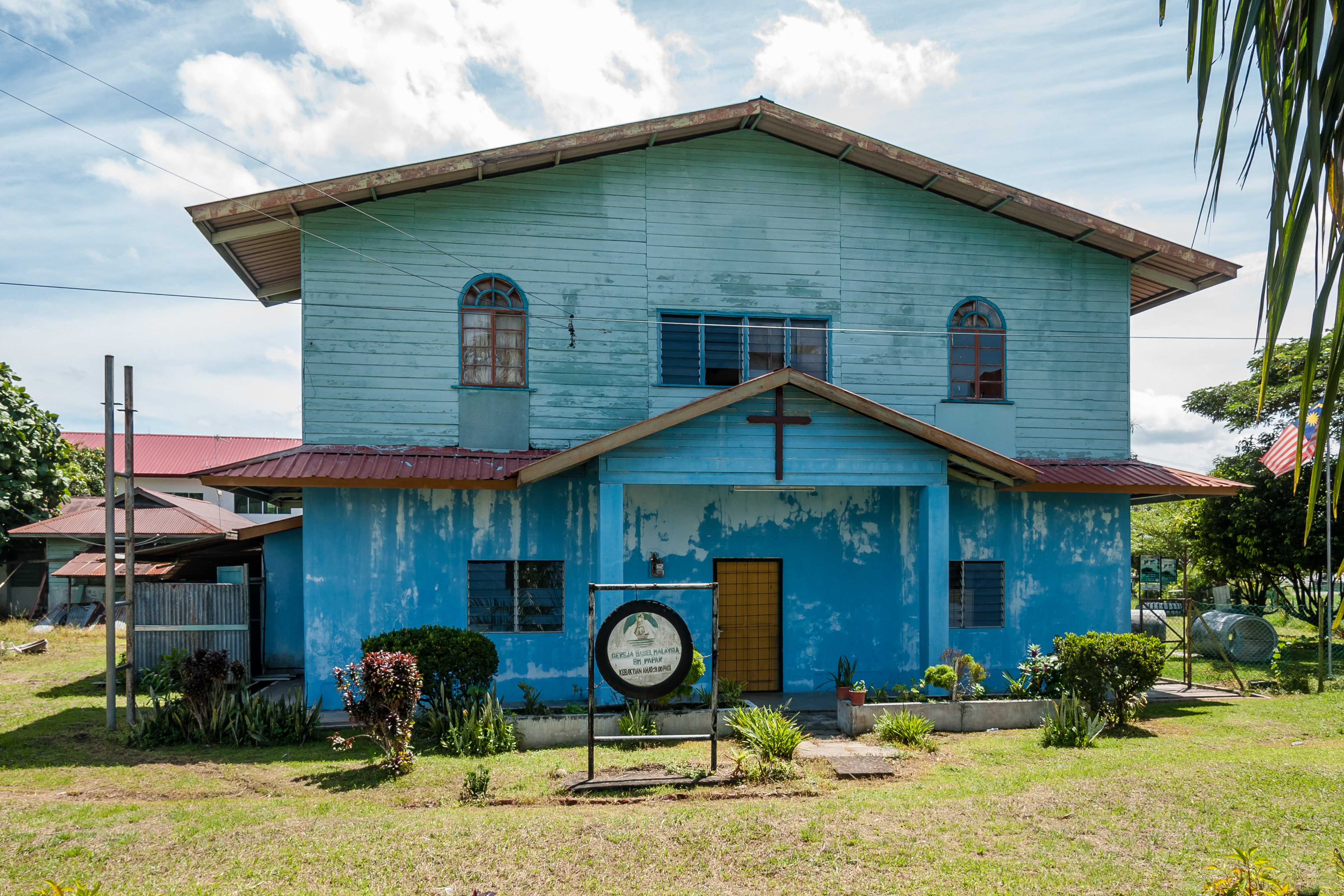
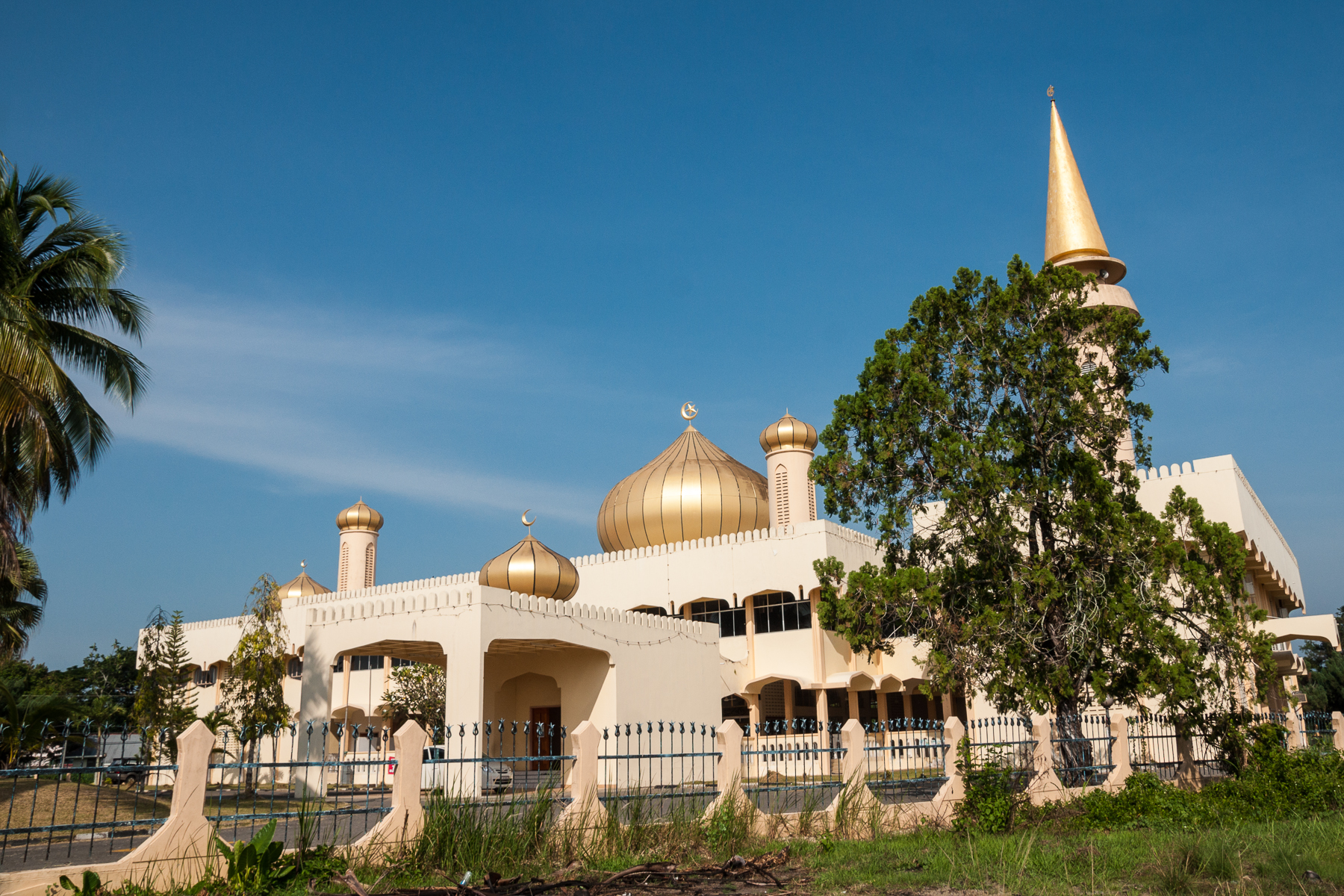
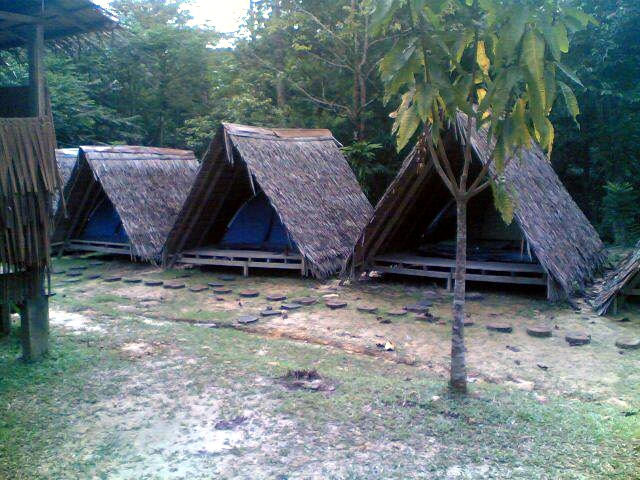
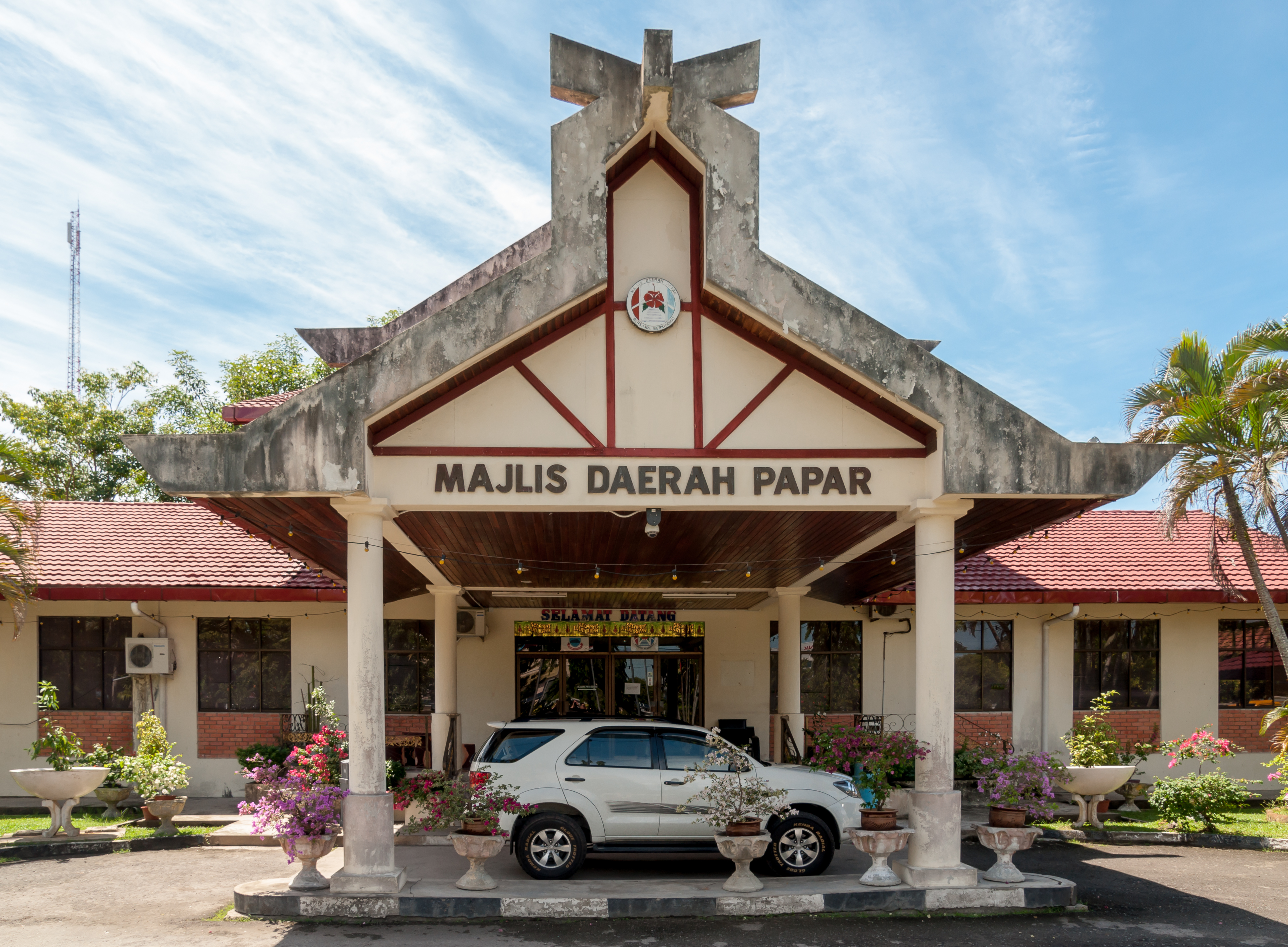